# Лено-Тунгуська нафтогазоносна провінція
Лено-Тунгуська нафтогазоносна провінція — нафтогазоносна провінція, яка займає більшу частину Східно-Сибірської платформи. Фундамент доріфейський, залягає на глибинах від 2—5 до 10—12 км.
Продуктивні комплекси:
- вендський переважно теригенний;
- венд-кембрійський глинисто-соляно-карбонатний з ріфогенними утвореннями;
- ріфейський теригенно-карбонатний.

Більшість родовищ укладено в венд-нижньокембрійських комплексах. Великі поклади встановлені також в ріфейських комплексах. Загалом відкрито 35 родовищ нафти, газу і газоконденсату, приурочених переважно до великих позитивних структур. Крім рифейських-кембрійських, до перспективних відносяться також ордовиксько-пермські відкладення в північних областях провінції.
Підвищена бітумінозність характерна для кремнисто-глинисто-карбонатних порід венд-кембрійського розрізу. Родовища приурочені до антиклінальних пасток і рифових масивів.
За загальними ресурсами провінція істотно поступається Західно-Сибірській нафтогазоносній провінції. Площа провінції 2,5 млн км²

## Деякі родовища
- Юрубчено-Тохомське нафтогазове родовище